# Unoka dramatica
Unoka dramatica är en insektsart som beskrevs av Hamilton 2002. Unoka dramatica ingår i släktet Unoka och familjen dvärgstritar. Inga underarter finns listade i Catalogue of Life.